# 대한민국 헌법 제83조
대한민국 헌법 제83조는 대한민국 헌법의 조항이다.

## 본문
대통령은 국무총리·국무위원·행정각부의 장 기타 법률이 정하는 공사의 직을 겸할 수 없다.

## 내용
대통령의 겸직 불가에 관한 내용이다.

## 같이 보기
- 대한민국 헌법 제4장 제1절